# Újszínház
Az Újszínház (2012-ig használt megnevezése: Új Színház) Budapest színházainak egyike, a VI. kerületi Paulay Ede utcában. 1961-tól gyermek- és ifjúsági színházként működött, majd 1994-ben Székely Gábor vezetésével profiljában és nevében is megújult. Fővárosi fenntartású kőszínház.

## A színházról

### Gyermekszínház
1961 márciusában alapította meg Duka Margit a Bartók Gyermekszínházat. A név onnan származik, hogy a gyermekeknek játszó színház ötletének Lakatos Éva, a Filharmónia igazgatója, rendelkezésükre bocsátotta a Bartók Termet (Váci utca 9.), ahol Kárpáthy Gyula dramaturggal 6–14 éves korosztálynak tartottak délutánonként előadásokat. Az első bemutatott darab Jékely Zoltán, Mátyás király juhásza volt, zenéjét Kocsár Miklós szerezte. Kalmár András rendezésében a főszereplők Tordy Géza, Zenthe Ferenc, Garics János és Kovács Iby voltak. 1964-től az Operettszínházban tartották előadásaikat. Ebben az időszakban, ahogy a fővárosba került, csalatkozott munkájukba Haumann Péter, a vezető színészek közül: Bessenyei Ferenc, Bilicsi Tivadar, Gobbi Hilda, Szirtes Ádám, Tábori Nóra, az akkor negyedéves főiskolások közül pedig: Balázsovits Lajos, Benedek Miklós, Kern András, Kovács István, Szacsvay László és Venczel Vera. Állandó társulat nélkül, meghívásos alapon dolgoztak.
1971-ben költözött be, immár önállóan a Paulay Ede utcába, a Thália Színház régi épületébe, Kazán István vezetésével, aki nevüket Bartók Színházra rövidítette, mivel megcélozták az ifjúságot, tehát nagyjából a 14–20 éves korosztályt és megkezdte egy állandó társulat szervezését. Első bemutatójuk a Bartók életét idéző „Bartokiana” című mű volt, melyet Kazimir Károly állított színpadra. 1974-ben azonban Budapest Főváros Tanácsa a színhát nevét Budapesti Gyermekszínházra változtatta, és döntést hozott arról is, hogy az évi 310 előadásából csak 50 lehet olyan, amely a serdültebb – 14–18 év közötti – korosztályhoz szól. A színház műsorán a magyar és a világirodalom klasszikusai mellett musicalek, kortárs magyar szerzők darabjai is szerepeltek. 1977-ben az intézmény új igazgató-főrendezője Nyilassy Judit lett, aki az 1985-ös nyugdíjba vonulásáig vezette az intézményt.

### Arany János Színház
1985-ben Keleti Istvánt – aki addig a Pinceszínház vezetője volt – nevezték ki igazgatónak. Még ugyanabban az évben, 1985-ben Arany János Színházra változtatták a társulat nevét, és új műsort hirdetett, hogy az egyre felnőttebb kamaszokat újra becsábítsák a színházba. 1989-ben Meczner János lett az igazgató. Az épület rekonstrukciója (1988–1990) során a nagyszínpad mellett kialakítottak egy kamaratermet is. Ez idő alatt a társulat művelődési otthonokban játszott. Néhány évvel az után, hogy elkészült az Arany János Színház felújítása – bár addig több magánkísérletet is sikerrel visszautasítottak –, az akkori főpolgármester-helyettes és a kulturális bizottság elnöke jelezte Meczner János igazgatónak, hogy más profilt szánnak a színháznak.

### Új Színház
1994-ben egy formális, meghívásos pályázat elnyerésével kapott lehetőséget Székely Gábor egy társulat és egy teljesen új művészi elképzelés alapítására a Paulay Ede utca 35-ben lévő épületben. A Fővárosi Önkormányzat kulturális bizottságának döntése alapján az addig ott működött Arany János Színházat profilváltásra ítélte, igazgatója, Meczner János a Bábszínház élére, míg társulata a Tivolihoz került. Egyedül Ács János maradt a megújult színháznál. Első bemutatója, Novák Eszter rendezésében a Csongor és Tünde (Üdlak) volt. Székely a tanítványaival – Novák Eszterrel és Hargitai Ivánnal – és Ács János főrendezővel kívánt megalapozni egy „másfajta művészszínházi profilt”, amely 3 évnyi működés után nem váltotta be a hozzá fűzött pénzügyi reményeket, így a fenntartó egy népszínházi irányú pályázatot részesített előnyben. Ez idő alatt háromszor is halasztottak bemutatót, illetve olyan színészek hagyták ott a társulatot, mint Papp Zoltán vagy Udvaros Dorottya. A lemondatott igazgató szerint az Új Színház évadról évadra több saját előadást tartott, amivel együtt nőtt a nézőszám és a látogatottság is. Kritikusok több kategóriában is díjazták előadásaikat (1994–1995-ben: Csongor és Tünde, Patika, Don Juan, 1995–96-ban: Vérnász, Ivanov, 1996–97-ben: Figaro házassága). Pályázatában emelte volna az évenkénti bemutatók számát, rövidebb próbaperiódust ígért, sokrétűbb repertoárt, „élő színházat” (ami összecseng a „székelyi hagyomány folytatását ígérő”, Márta István által bedobott „nyitott színház” szlogennel), magasabb produkciós keretösszeget és ötmillió forinttal alacsonyabb bevételi tervet tartott szükségesnek. Kifejtette, hogy három év éppen csak az alapozásra volt elegendő.
Az 1998-ban kiírt igazgatói pályázaton Márta István koncepciója volt a befutó. Főrendezői pozícióban Ács János maradt. 1999-ben megalapították Paulay Ede-díjat, melynek odaítéléséről a teátrum társulatának tagjai titkos szavazása alapján döntenek. Első alkalommal Holl István színművészt díjazták. Ugyanebben az évben felkérésre Jakobi László vállalta fel a színház marketingtevékenységét. Több külsős produkció, vendégelőadás és a Kelemen László Színkör is helyet kapott tereiben, de a társulat színészei is gyakran jártak vidékre.

#### Újszínház
13 évnyi igazgatás után 2011-ben a városvezetés megvonta Márta István támogatását, és 2012. február 1-jével Dörner Györgyöt bízta meg az intézmény vezetésével. Dörner szerette volna a színház nevét Hátország Színházra megváltoztatni, ehhez azonban a fenntartó nem járult hozzá. 2012 szeptemberétől – bár a Magyar Tudományos Akadémia Nyelvművelő és Nyelvi Tanácsadó Kutatócsoportja is ellenezte ezt – mégis egybe, Újszínházként írják a teátrum nevét. 2014 óta minden évben megrendezik a Keresztény Színházi Fesztivált, melyen hazai és határon túli előadásokat mutatnak be a nagyközönségnek.
2016-ban a színház igazgatására 12 pályázat érkezett, szakmai bizottsági meghallgatások után a közgyűlés döntése értelmében újabb 5 évre Dörner György maradt az igazgató. 2016-ban az 1956-os események kerek évfordulójára kiírt drámaíró pályázat győztese Lajta Erika a Milady ’56 című darabja volt. Még ebben az évadban bemutatták Szerb Antal tollából az Ex című zenés színművet, Móricz Zsigmond Sári bíróját, a stúdiószínpadon pedig Gyökössy Zsolt A második teríték, illetve 2019-ben Kocsis István Megszámláltatott fák című darabját.
2021-ben Dörner György és Pozsgai Zsolt pályázott a következő öt éves ciklusra. Az igazgatói posztot újra Dörner György nyerte el, így 2022-től 2027-ig továbbra is ő vezeti a színházat.

## Bemutatók

### Székely Gábor korszaka
(20 bemutató)
- Vörösmarty Mihály: Csongor és Tünde (rendező: Novák Eszter fh.)
- Molière: Don Juan (rendező: Székely Gábor)
- Bohumil Hrabal: Gyöngéd barbárok (rendező: Schlanger András)
- Heinrich von Kleist: Homburg hercege (rendező: Hargitai Iván fh.)
- Bertolt Brecht: Jó embert keresünk (rendező: Ács János)
- Szép Ernő: Patika (rendező: Novák Eszter fh.)
- Eugène Labiche: Gyilkosság villásreggelivel (rendező: Ács János)
- Tankred Dorst: Merlin avagy a puszta ország (Hargitai Iván)
- Thomas Bernhard: A világjobbító (rendező: Zsótér Sándor m.v.)
- Federico García Lorca: Vérnász (rendező: Novák Eszter)
- Anton Pavlovics Csehov: Ivanov (rendező: Székely Gábor)
- Jordan Radicskov: Január (rendező: Hargitai Iván)
- William Shakespeare: Hamlet (rendező: Ács János)
- Pierre-Augustin Caron de Beaumarchais: Figaro házassága avagy egy őrült nap (rendező: Novák Eszter)
- Edward Bond: Megváltás (rendező: Hargitai Iván)
- Christian Dietrich Grabbe: Tréfa, szatíra, irónia és mélyebb értelem (rendező: Novák Eszter)
- Molnár Ferenc: Az üvegcipő (rendező: Ács János)
- Bertolt Brecht - Kurt Weill: Koldusopera (rendező: Novák Eszter)
- Csokonai Vitéz Mihály: Az özvegy Karnyóné s két szeleburdiak (rendező: Hargitai Iván)
- Jean Cocteau: Rettenetes szülők (rendező: Ács János)

### Márta István korszaka
(86 bemutató)
- Bohumil Hrabal – Ivo Krobot: Gyöngéd barbárok (rendező: Schlanger András)
- Jean Cocteau: Rettenetes szülők (rendező: Ács János)
- Christopher Marlowe: Doktor Faustus tragikus históriája (rendező: Csiszár Imre)
- Halász Péter – Seth Tillett: A sisakkészítő gyönyörű felesége (rendező: Halász Péter, Seth Tillett)
- Carlo Goldoni: A chioggiai csetepaté (rendező: Taub János)
- Anton Pavlovics Csehov: Cseresznyéskert (rendező: Ács János)
- Georg Büchner: Woyzeck (rendező: Kiss Csaba)
- Johann Wolfgang von Goethe: Stella (rendező: Robert Sturm m.v.)
- William Shakespeare: Othello (rendező: Kiss Csaba)
- Halász Péter: Egy őrült naplója avagy az aknaszedő feljegyzése (rendező: Halász Péter)
- Bertolt Brecht: Egy nagyváros dzsungelében (rendező: Ács János)
- Milyen jó lenne nem ütni vissza – HOBO (Földes László) József Attila-estje
- Carlo Goldoni: A szégyentelenek (rendező: Kiss Csaba)
- Kornis Mihály: A Kádár házaspár (rendező: Ács János)
- Csiky Gergely: Ingyenélők (rendező: Szikora János)
- Halász Péter: Gyerekünk (rendező: Halász Péter)
- Alfred Jarry: Übü király (rendező: Kiss Csaba)
- Schwajda György: Himnusz (rendező: Taub János)
- Georg Büchner: Leonce és Léna (rendező: Ács János)
- Szomory Dezső: Hermelin (rendező: Kiss Csaba)
- Makszim Gorkij: Éjjeli menedékhely (rendező: Verebes István)
- Molière: A mizantróp (rendező: Rudolf Péter)
- Illyés Gyula Tűvé-tevők (rendező: Nagy Zoltán)
- Antonim Wolf: Kecafán vagy Hacafán (Az Új Színház Stúdió tagjai Gyulán, a Tószínpadon – rendező: Rajó Balázs)
- Georges Feydeau: Bolha a fülbe (rendező: Vidnyánszky Attila)
- Tóth Ede A falu rossza (rendező: Márta István)
- E. T. A. Hoffmann: Diótörő (rendező: Nagy Mari)
- E. T. A. Hoffmann: A csoda alkonya avagy egy tündökletes torzszülött kalandos élete három felvonásban (rendező: Réthly Attila)
- Kiss Csaba: Csehov szerelmei (Kiss Csaba)
- Mihail Afanaszjevics Bulgakov: Álszentek összeesküvése (rendező: Vidnyánszky Attila)
- Várszegi Tibor – Gemza Péter – Krupa Sándor – Benedek Szabolcs: Hírnökök (rendező: Várszegi Tibor)
- Galambos Péter – Faragó Zsuzsa: Ádámcsutka (rendező: Galambos Péter)
- Alekszandr Nyikolajevics Osztrovszkij: Jövedelmező állás (rendező: Réthly Attila)
- Akasztottak balladája Földes János HOBO-estje (rendező: Vidnyánszky Attila)
- Kapecz Zsuzsa – Pataki Éva: Vedd könnyen, szivi! (rendező: Selmeczi György)
- Zalán Tibor: Angyalok a tetőn (rendező: Nagy Mari)
- Molière: Úrhatnám polgár (rendező: Szergej Maszlobojscsikov m.v.)
- Bernard-Marie Koltès: Roberto Zucco (rendező: Vidnyánszky Attila)
- August Strindberg: Csak bűnök és bűnök... (rendező: Rudolf Péter)
- Sam Shepard: Hazug képzelet (rendező: Sopsits Árpád)
- Max Frisch: Biedermann és a gyújtogatók (rendező: Taub János)
- Michael Frayn: Még egyszer hátulról (rendező: Jiří Menzel m.v.)
- Ballada a senki fiáról Földes János HOBO-estje (rendező: Vidnyánszky Attila)
- William Shakespeare: Szentivánéji álom (rendező: Szergej Maszlobojscsikov m.v.)
- Anton Pavlovics Csehov: Három nővér (rendező: Alföldi Róbert)
- Szép Ernő: Vőlegény (rendező: Rudolf Péter)
- Szörényi Levente: István és a többiek (Az Új Színház Terényben) (rendező: Nagy Mari)
- Line Knutzon: Közeleg az idő (rendező: Vidnyánszky Attila)
- Péterfy Gergely: Vadászgörény (rendező: Bezerédi Zoltán)
- Friedrich Schiller Turandot (rendező: Forgács Péter (II.))
- Tudod, hogy nincs bocsánat Földes János HOBO-estje (rendező: Vidnyánszky Attila)
- April De Angelis: Színházi bestiák (rendező: Lévay Adina)
- Dale Lanner – Paul Henning - Stanley Shapiro: Vadorzók (rendező: Horgas Ádám)
- William Shakespeare: Rómeó és Júlia (rendező: Alföldi Róbert)
- Jean Racine: Phaedra (rendező: Valló Péter m.v.)
- Peter Weiss: Jean Paul Marat üldöztetése és meggyilkolása, ahogy a charentoni elmegyógyintézet színjátszói előadják De Sade úr betanításában (Victor Ioan Frunză m.v.)
- Molière: A fösvény (rendező: Szergej Maszlobojscsikov m.v.)
- Kiss Csaba: Veszedelmes viszonyok (rendező: Kiss Csaba)
- Nagy Ignác – Parti Nagy Lajos: Tisztújítás (rendező: Szinetár Miklós)
- Rudolf Péter – Búss Gábor Olivér – Hársing Hilda: Keleti pu. (rendező: Rudolf Péter)
- Georges Feydeau – Maurice Hannequin: Fogat fogért (rendező: Valló Péter)
- Marius von Mayenburg: A csúnya (rendező: Szabó Máté)
- Tábori György: Peep Show (Az Új Színház stúdiósai Kapolcson) (rendező: Gosztonyi János)
- Hunyady Sándor: Júliusi éjszaka (rendező: Bezerédi Zoltán)
- Fjodor Mihajlovics Dosztojevszkij: Szonya (rendező: Szabó Máté)
- Roger Vitrac: Viktor, avagy a gyermekuralom (rendező: Radoslav Milenković m.v.)
- Litvai Nelli: Világszép nádszálkisasszony (rendező: Baksa Imre)
- Carlo Goldoni: Nyári kalandok (rendező: Szikora János)
- Molnár Ferenc: A hattyú (rendező: Szinetár Miklós)
- Ács János: Casanova nuovo (rendező: Ács János)
- John Steinbeck – Spiró György: Édentől keletre (rendező: Szikora János)
- Dacia Maraini: A királynő teste (rendező: Lévay Adina)
- William Shakespeare: Ahogy tetszik (rendező: Rudolf Péter)
- Pozsgai Zsolt – Paulo Coelho : Tizenegy perc (rendező: Szikora János)
- Szálinger Balázs: Csodálatos mobilvilág (rendező: Szikora János)
- Beth Henley: A szív bűnei (rendező: Bagó Bertalan)
- Závada Pál – Móricz Zsigmond: Bethlen (rendező: Hargitai: Iván)
- Barabás Pál: Kávé habbal (rendező: Ács János)
- Michel de Ghelderode: Virágos kert (rendező: Szikora János)
- Alekszandr Nyikolajevics Osztrovszkij: Erdő (rendező: Egon Savin m.v.)
- Arany János: Új hídavatás (rendező: Pap Gábor)
- Friedrich Schiller: Don Carlos (rendező: Bagó Bertalan)
- Jordi Galcerán: Váltságdíj (rendező: Baksa Imre)
- Vera Sturm – Hermann Beil - Thomas Mann: A varázshegy (rendező: Szikora János)

### Dörner György korszaka
- Kodolányi János: Földindulás (rendező: Pozsgai Zsolt)
- Páskándi Géza: Vendégség (rendező: Pataki András)
- Pozsgai Zsolt: A szűz és a szörny (rendező: Kautzky Armand)
- Márai Sándor: A gyertyák csonkig égnek (rendező: Pozsgai Zsolt)
- Giorgio Pianosa (álnév): Mert a mamának így jó!(rendező: Pozsgai Zsolt)
- Nyirő József: Jézusfaragó ember (rendező: Szőke István)
- Tamási Áron: Ábel (rendező: Pozsgai Zsolt)
- Csurka István: Döglött aknák (rendező: Koncz Gábor)
- Csurka István: Deficit (rendező: Ádám Tamás)
- Pozsgai Zsolt: Pöttöm Panna (rendező: Pozsgai Zsolt)
- Németh László: Bodnárné (rendező: Dózsa László)
- Jókai Mór: A bolondok grófja (rendező: Ádám Tamás)
- Móricz Zsigmond: Nem élhetek muzsikaszó nélkül (rendező: Bodolay Géza)
- Szőke István Atilla: Országjáró Mátyás király (rendező: Kökényessy Ági)
- Vaszary János: A vörös bestia (rendező: Pozsgai Zsolt)
- Szabó Magda: Az a szép, fényes nap (rendező: Kerényi Imre)
- Pozsgai Zsolt: Meztelen éj... Mozart (rendező: Gaál Ildikó)
- Tamási Áron: Énekes madár (rendező: Magyar Attila)
- Vörösmarty Mihály: Csongor és Tünde (rendező: Gaál Ildikó)
- Topolcsányi Laura: A toll (rendező: Kökényessy Ági)
- Wass Albert: A funtineli boszorkány (rendező: Kerényi Imre)
- Albert Péter: Hangemberek (rendező: Kautzky Armand)
- Kocsis István: Az Áldozat (Szt. Margit legendája) (rendező Nagy Viktor)
- Páskándi Géza: A királylány bajusza (rendező: Háda János)
- Székely János: Dózsa (A kiválasztott) (rendező: Szőke István)
- Mikszáth Kálmán: A Noszty fiú esete Tóth Marival (rendező: Vass György)
- Fazekas István: Béres (rendező: Kerényi Imre)
- Tersánszky Józsi Jenő: Kakuk Marci (rendező: Beke Sándor)
- Kocsis István: A királynő aranyból van (Stuart Mária) (rendező: Nagy Viktor)
- Hubay Miklós: A szfinx, avagy búcsú a kellékektől (rendező: Csiszár Imre)
- Hubay Miklós: Te Imre, itt valami ketyeg (rendező: Csiszár Imre)
- Gyökössy Zsolt: A második teríték (rendező: Gyökössy Zsolt)
- Lajta Erika: MILADY '56 (A születés kegyelme) (rendező: Gaál Ildikó)
- Jókai Mór: A kőszívű ember fiai (rendező: Seregi Zoltán)
- Szerb Antal: Ex (VII. Olivér) (rendező: Kerényi Imre)
- Móricz Zsigmond: Sári bíró (rendező: Nagy Viktor)
- Gyurkovics Tibor: Kreutzer-szonáta (rendező: Gaál Ildikó)
- Kocsis István: A megszámláltatott fák (rendező: Csiszár Imre)
- Herczeg Ferenc: Bizánc (rendező: Nagy Viktor)
- Kocsis István: Árva Bethlen Kata (rendező: Pozsgai Zsolt)
- Falussy Lilla: Ricse, Ricse, Beatrice (rendező: Bozsogi János)
- Kulcsár Lajos: Zserbótangó (rendező: Dörner György)
- Tersánszky Józsi Jenő: A kegyelmesasszony portréja (rendező: Csiszár Imre)
- Csukás István – Kökényessy Ági – Bártfay Rita: A Nagy Ho-ho-ho-horgász télen-nyáron (rendező: Kökényessy Ági)
- Katona Imre: Madarak (rendező: Katona Imre)
- Kerényi Imre – Balogh Elemér – Rossa László: Csíksomlyói Passió (rendező: Nagy Viktor)
- Fésűs Éva: A palacsintás király (rendező: Háda János)
- Herczeg Ferenc: Kék róka (rendező: Csiszár Imre)

## Igazgatói
|  | Székely Gábor (1994–1998) |
|  | Márta István (1998–2012)  |
|  | Dörner György (2012–)     |

## Társulat (2024/2025)

### Vezetés[39]
- Igazgatóː Dörner György
- Gazdasági igazgatóː Fülep Attila
- Főrendezőː Pataki András
- Zenei vezetőː Papp Gyula
- Produkciós vezetőː Miklós Gábor
- Dramaturg: Bártfay Rita

### Színművészek
- Almási Sándor
- Bősz Mirkó
- Bánföldi Szilárd
- Bátyai Éva
- Boráros Imre
- Bordás Mihály
- Brunner Márta
- Darányi Ádám
- Dörner György
- Esztergályos Cecília
- Farkas Tamás
- Frajt Edit
- Gieler Csaba
- Gregor Bernadett
- Háda Boglárka
- Háda János
- Incze József
- Incze Máté
- Ivancsics Ilona
- Jánosi Dávid
- ifj. Jászai László
- Kaszás Géza
- Katona Zsolt
- Kazári András
- Kéner Gabriella
- Koncz Andrea
- Koncz Gábor
- Kökényessy Ági
- Kurkó J. Kristóf
- Maday Gábor
- Major Zsolt
- Nagy Lóránt
- Nemcsák Károly
- Nemes Wanda
- Oláh Tania Andrea
- Orosz Csenge
- Papp Attila
- Pikali Gerda
- Piros Ildikó
- Szabó Zsuzsa
- Szakács Tibor
- Szanitter Dávid
- Szarvas Attila
- Szarvas Balázs
- Szerednyey Béla
- Szilvási Judit
- Timkó Eszter
- Tordai Teri
- Tóth János Gergely
- Ullmann Krisztina
- Vándor Tóth Zoltán
- Vass György
- Vincze Klára

## Az épületről
A színház épülete „Budapest Szívében”, a VI. kerületi Paulay Ede utca 35. szám alatt, az Opera és a volt Balettintézet szomszédságában áll.
Lajta Béla tervei alapján épült 1908–1909-ben. Nézőtere három fő részből állt: a földszinti, asztalokkal és székekkel berendezett kő- és faburkolatos nagyteremből, egy emeleti télikertből és egy keskeny karzatból.
A nagyterem oldalfalaihoz hasonlóan homlokzatát is szürke márványburkolat fedte, a bejárati kapuk anyaga alumínium- és rézlemez-burkolat, az attika kerubfigurái vörösrézből domborítottak és részben aranyozottak. Az első nagyobb változtatásokra Vágó László tervei alapján 1921-ben került sor. Ekkor már a színházi igényeknek megfelelő belső térrendszer alakult ki. A falakra-mennyezetekre színekben bővelkedő neoempire-neobarokk díszítés került. Az ötvenes-hatvanas években előbb Cléve Ervin, Vági Oszkár, majd P. Müller Éva tervei szerint a szocreál ízléshez igazították a homlokzatot. 1962-ben felkerült az épületre Budapest első függönyfala: eltüntették a pártázatot, sárga–kék üveglapokból álló szerkezettel takarták el az egész homlokzatot, a bejáratra pedig fémszerkezetet került. 1988–1991 között az épületet átalakították, a nagyszínpad mellett kialakítottak egy kamaratermet is. 1989-ben Kőnig Tamás és Wagner Péter, Dávid Ferenc művészettörténész segítségével rekonstruálta az 1909-es Lajta-homlokzatot. Ez alatt több színház is helyet kapott az épületben.
Az épület hosszúkás, 11 méter belmagasságú, 330 fős nézőtérrel. Az emeleten a kabaré-előadásoknak kialakított pódium kapott helyet. Kívül a geometrikusan stilizált, leegyszerűsített formák, az exkluzivitást sugalló, gazdag anyaghasználat és a keleties összhatás már az 1920-as évek art déco stílusát előlegezi.

Az Újszínház épülete
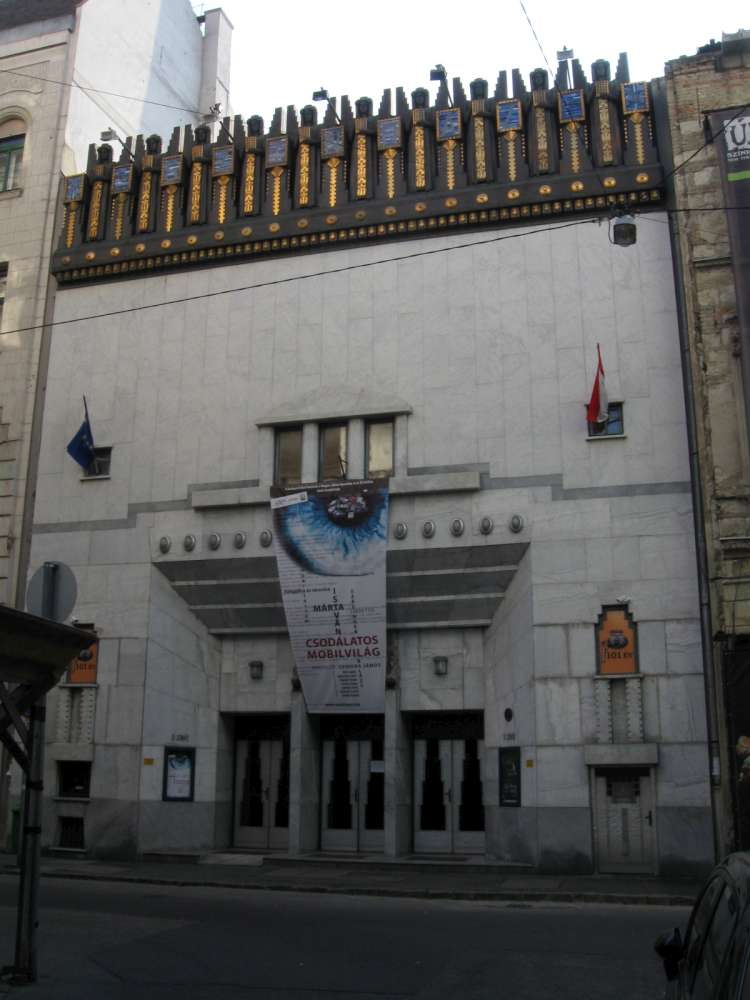
Az épület frontoldala
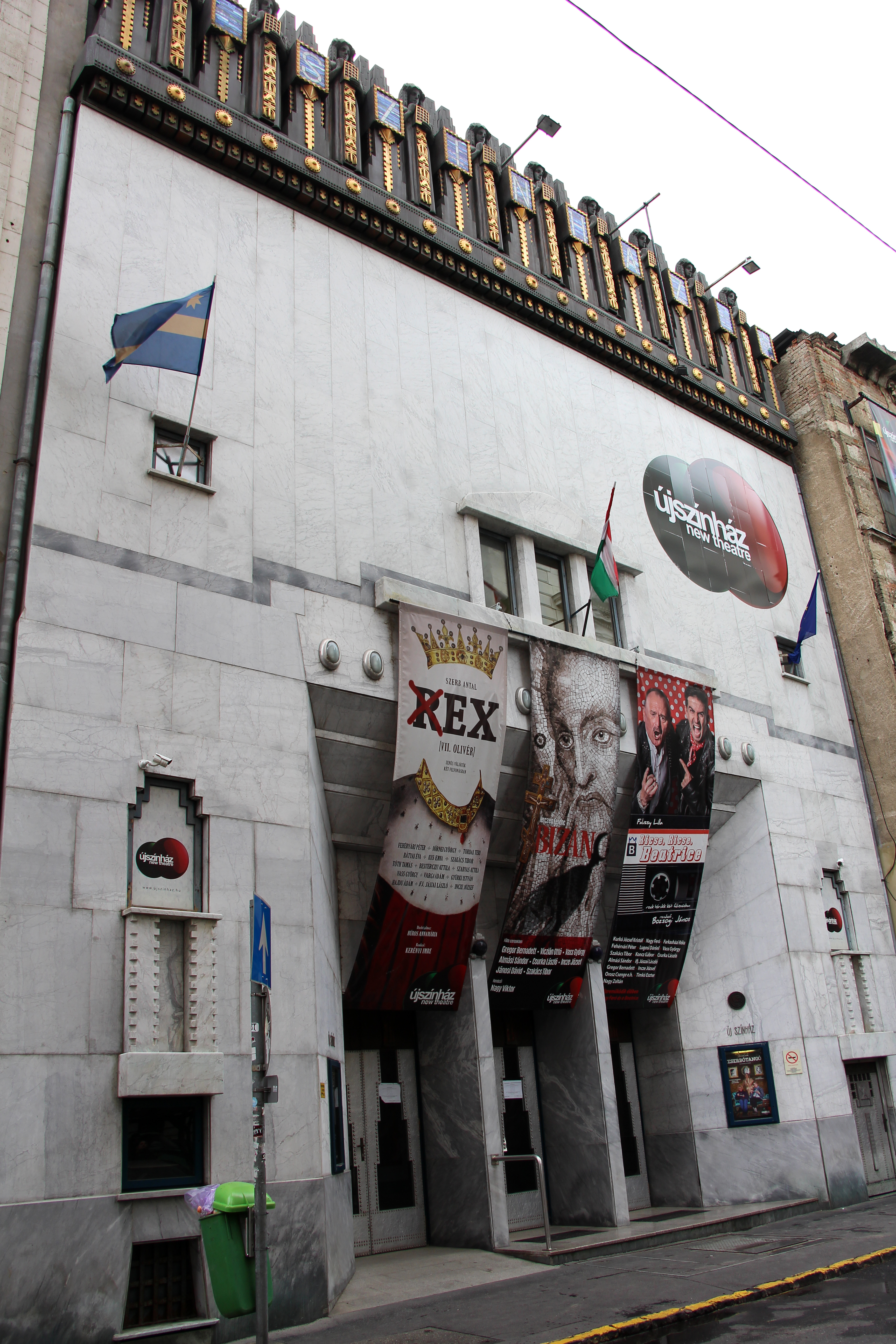
Az épület frontoldala
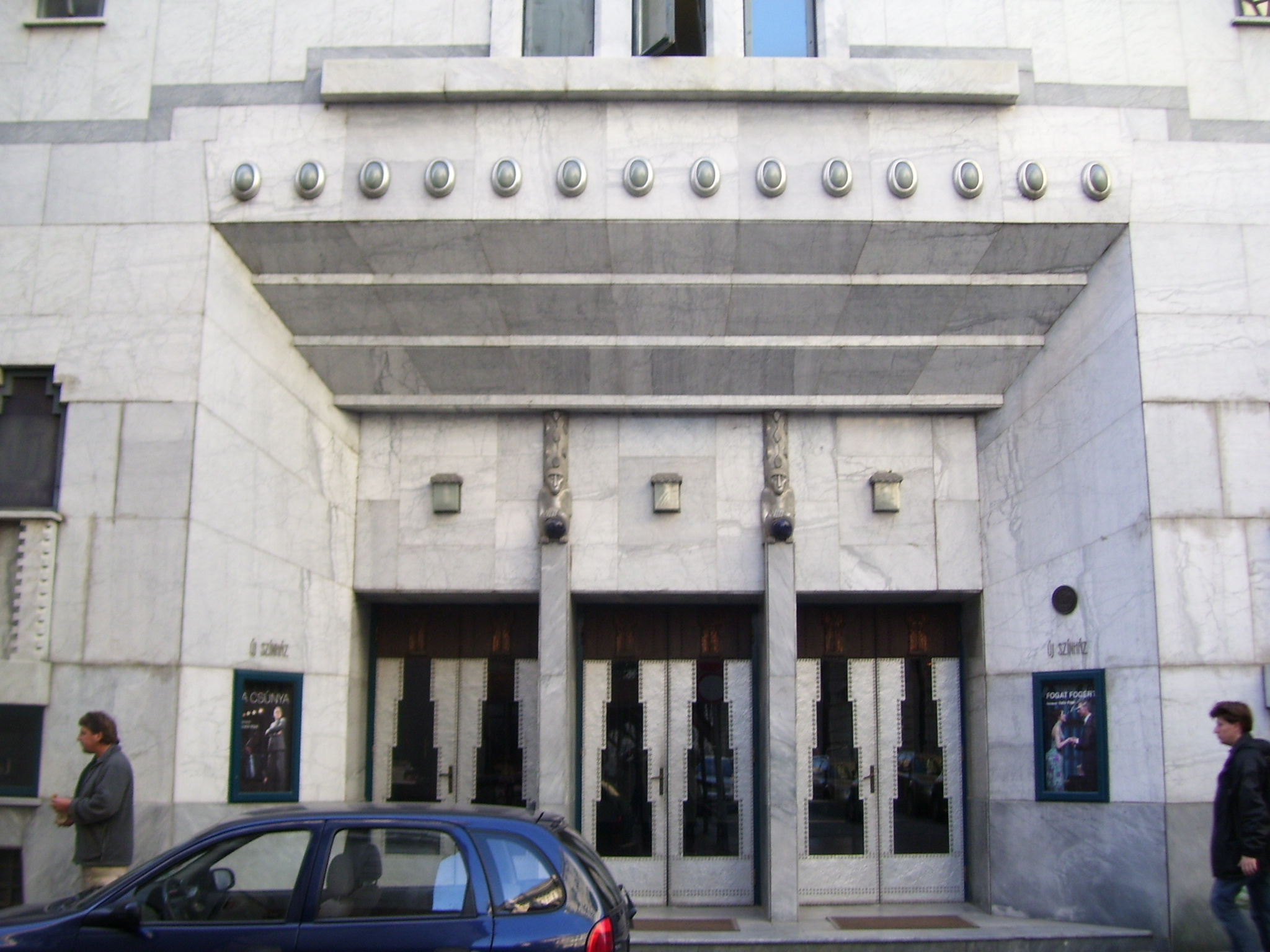
Az épület bejárata
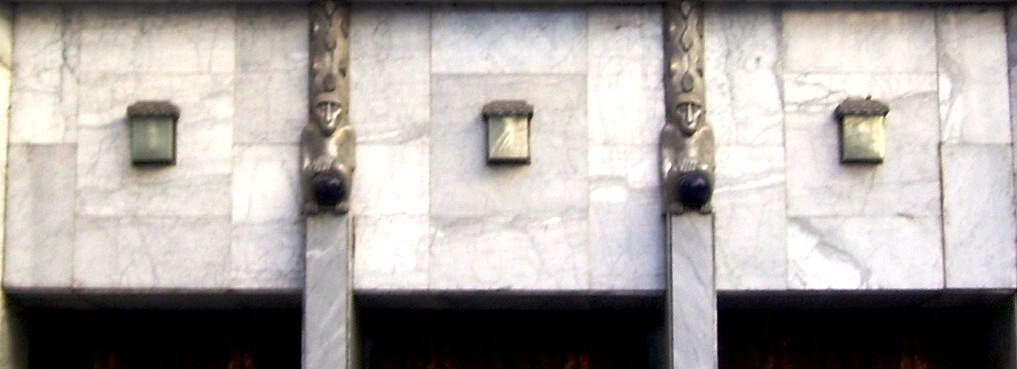
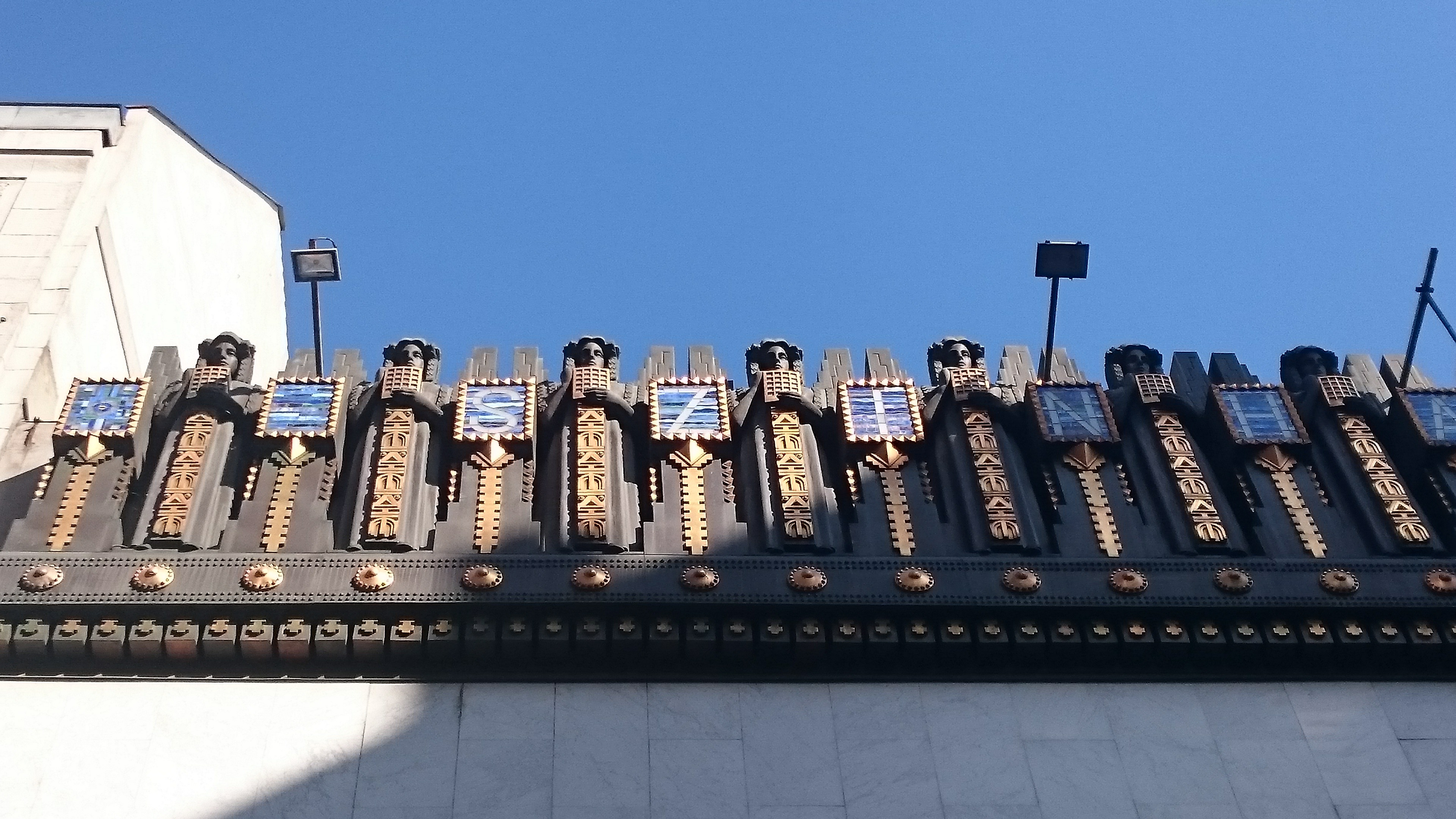
Az épület frontoldalát díszítő attika
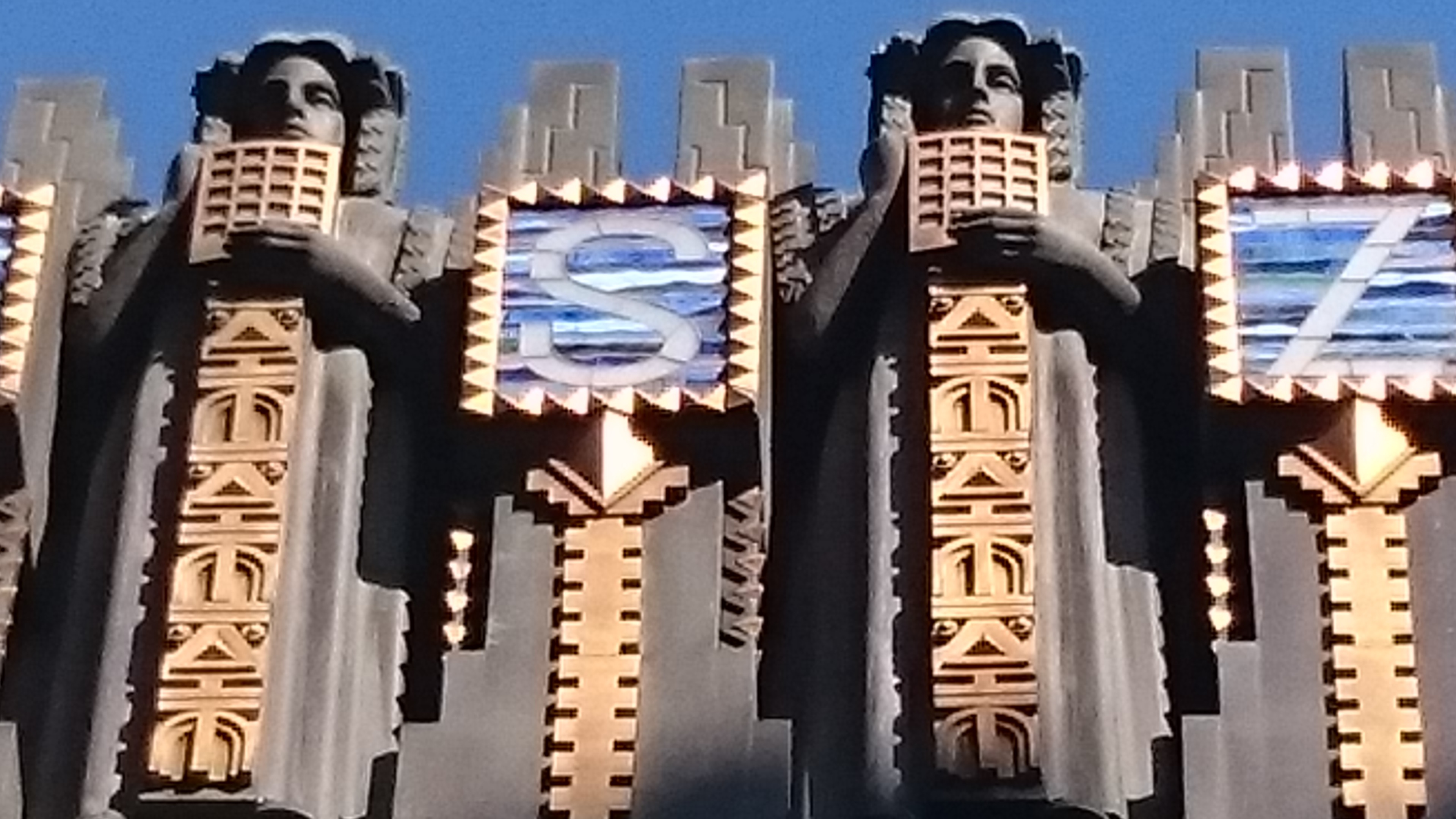
Az attika kerubfigurái